# Cuba (Nuovo Messico)
Cuba è un villaggio degli Stati Uniti d'America, situato nello stato del Nuovo Messico, nella contea di Sandoval.